# Frances Brooke
Frances Brooke (24 de gener de 1724, Claypole Lincolnshire-23 de gener de 1789, Sleaford) fou una escriptora i dona de lletres anglesa. Va escriure diverses novel·les i poesies. Casada amb un ministre anglicà del Canadà, es va inspirar en aquell país per a les seves obres.

## Publicacions destacades
- Letters from Juliet Lady Catesby to her friend, Lady Henrietta Campley - 1760
- The History of Lady Julia Mandeville - 1763
- The History of Emily Montague - 1769
- The Excursion - 1777
- The Siege of Sinopoe - 1781
- Rosina: A Comic Opera, in Two Acts - 1783
- Marian: A Comic Opera, in Two Acts - 1788
- The History of Charles Mandeville - 1790